# Dzierzązna (powiat sieradzki)
Dzierzązna – wieś w Polsce położona w województwie łódzkim, w powiecie sieradzkim, w gminie Warta.
Do 1926 roku istniała gmina Dzierzązna. W latach 1954–1959 wieś należała i była siedzibą władz gromady Dzierżązna, po jej zniesieniu w gromadzie Włyń. W latach 1975–1998 miejscowość należała administracyjnie do województwa sieradzkiego.
Sołectwo Dzierzązna obejmuje miejscowości Dzierzązna i Dzierzązna Wrzosy.